# Souk Ahras
Souk Ahras (også Souq Ahras; arabisk: سوق أهراس; berbisk: ⵙⵓⵇⴻⵀⵔⴰⵙ) er en by i det nordøstlige Algeriet med et indbyggertal på 155.259 (2008) indbyggere. Byen er hovedstad i en provins af samme navn og ligger tæt ved grænsen til nabolandet Tunesien.
Souk Ahras er bygget på stedet for den numidiske by Tagaste, der var et centrum for berbisk kultur. Senantikkens berømte teolog, kirkefader og filosof Augustin og hans mor den tidlige kristne helgen Sankt Monica blev begge født i Tagaste.